# Llamas de la Ribera (kommunhuvudort)
Llamas de la Ribera är en kommunhuvudort i Spanien.   Den ligger i provinsen Provincia de León och regionen Kastilien och Leon, i den nordvästra delen av landet, 300 km nordväst om huvudstaden Madrid. Llamas de la Ribera ligger 898 meter över havet och antalet invånare är 1 084.
Terrängen runt Llamas de la Ribera är platt åt sydost, men åt nordväst är den kuperad. Llamas de la Ribera ligger nere i en dal. Runt Llamas de la Ribera är det ganska tätbefolkat, med 54 invånare per kvadratkilometer. Närmaste större samhälle är San Andrés del Rabanedo, 17,2 km öster om Llamas de la Ribera. Trakten runt Llamas de la Ribera består i huvudsak av gräsmarker.